# Museo del Aire (Cuba)
Le Museo del Aire (en français : Musée de l'Air) était un musée national aéronautique situé dans la banlieue sud-ouest de La Havane, à Cuba. Ouvert en 1986, son adresse était : Avenida 212, entre l'avenue 29 et 31, La Coronella, La Lisa. Vers août 2010, le musée a été fermé et toute la collection a été transférée à la base aérienne de San Antonio de los Baños. Deux autres avions historiques cubains peuvent être vus au Musée de la Révolution, au centre de La Havane.

## Aéronefs exposés
| Désignation                   | Immatriculation | Notes                                                 |
| ----------------------------- | --------------- | ----------------------------------------------------- |
| Aero L-39C Albatros           | 16              |                                                       |
| Antonov An-2                  | I-40            |                                                       |
| Antonov An-26                 | T-53            |                                                       |
| CCF Harvard 4                 | 116             |                                                       |
| Cessna 310C                   | 58              |                                                       |
| Douglas A-26B Invader         | 937             |                                                       |
| Iliouchine Il-14              | CU-T825         | provient de la compagnie nationale Cubana de Aviación |
| Lockheed T-33 Silver StarA    | 703             |                                                       |
| Mikoyan-Gourevitch MiG-15 UTI | 02              |                                                       |
| Mikoyan-Gourevitch MiG-17F    | 237             |                                                       |
| MiG-19P                       | 88              |                                                       |
| MiG-21F13                     | 411             |                                                       |
| MiG-21MF                      | 111             |                                                       |
| MiG-21PF                      | 1006            |                                                       |
| MiG-21UM                      | 502             |                                                       |
| Mikoyan-Gourevitch MiG-23BN   | 711             |                                                       |
| MiG-23MF                      | 822             |                                                       |
| MiG-23ML                      | 223             |                                                       |
| MiG-23UB                      | 706             |                                                       |
| MiG-29UB                      | 901             | (retiré de l'exposition, 2008)                        |
| Mil Mi-4P                     | H-100           |                                                       |
| Mil Mi-8T                     | H-02            |                                                       |
| Mil Mi-8TB                    | H-85            |                                                       |
| Mil Mi-17                     | 101             |                                                       |
| Mil Mi-24D                    | 12              |                                                       |
| North American P-51D Mustang  | 401             |                                                       |
| North American T-28A Trojan   | 121             |                                                       |
| Yakovlev Yak-40               | 14-41           |                                                       |